# Raubkärpfling
Der Raubkärpfling (Orestias cuvieri), span.: Amanto genannt, ist ein wahrscheinlich ausgestorbener Süßwasserfisch aus der Gattung der Andenkärpflinge (Orestias). Er war endemisch im Titicacasee.

## Beschreibung
Mit 22 Zentimeter war der Raubkärpfling der größte Vertreter der Andenkärpflinge. Andere Quellen geben 26,5 Zentimeter als Höchstlänge an (Day 1981, Beacham 1997). Die erwachsenen Fische waren grünlich-gelb bis bernsteinfarben an der Oberseite. Der Unterkiefer war schwarz gefärbt und die Flossen waren schwarz gestreift. Die Schuppen waren auffallend hell in der Mitte. Die Schuppen der Jungen waren fleckig. Sein Maul war fast aufwärts gerichtet und verlieh dem flachen Kopf eine konkave Form. Die Kopflänge machte 40 % der gesamten Körperlänge aus.

## Lebensweise
Der Raubkärpfling bewohnte gewöhnlich die kalte Zone des Titicacasees bis zu einer Tiefe von 30 Meter. Seine Nahrung bestand aus Zooplankton. In der kalten Jahreszeit wanderten die Jungfische in die Tiefwasserzone.

## Aussterben
Die Indigenen des Titicacasees fingen die Raubkärpflinge häufig während der saisonalen Wanderungen von der Flachwasser- in die Tiefwasserzone. 1937 wurde die Amerikanische Seeforelle (Salvelinus namaycush) in den Titicacasee ausgesetzt. Wegen des aggressiven Konkurrenzkampfes um Nahrung und Lebensraum nahmen die Bestände des Amantos dramatisch ab. 1937 wurde der Raubkärpfling zum letzten Mal gefangen. Ein genaues Aussterbejahr ist nicht bekannt. Vermutlich verschwand er während der 1940er oder 1950er Jahre durch die Konkurrenz mit weiteren eingeführten Fischarten, wie der Regenbogenforelle (Oncorhynchus mykiss), der Bachforelle (Salmo trutta fario) oder dem La-Plata-Ährenfisch (Odontesthes bonariensis). Eine Suchaktion im Jahre 1962 blieb ohne Ergebnis.
Das Museum Naturalis in Leiden besitzt mit sieben konservierten Exemplaren eine stattliche Sammlung dieser Art.